# خيال غريب (أدب)
أدب الخيال الغريب هو إحدى مناحي الخيال التخميني في اللغة الإنكيزية والذي انتشر في أواخر القرن التاسع عشر وأوائل القرن العشرين. ويشمل قصص الأشباح والحكايات المريعة. يتميز الخيال الغريب عن أدب الرعب والخيال في أنه سبق فترة التسويق المتخصصة من الخيال وغالبا ما تمتزج حكاياته الغريبة بالخوارق الطبيعة، والأسطورية، وحتى العلمية. والكتاب البريطانيين الذين اعتنقوا هذا النمط كثيرا ما نشرت أعمالهم في مجلات أدبية سائدة حتى بعد ما انتشرت مجلات الخيال الرخيصة في الولايات المتحدة. من أشهر مؤلفي الخيال الغريب: وليام هوب هودجسون، لوفركرفت، [2] لورد دنساني، آرثر مشن، م.ر. جيمس، وكلارك أشتون سميث.
تاريخيا، انتهى ا>ب الخيال الغريب في نهاية الثلاثينات من القرن الماضي، إلا أنه عاد للظهور في الثمانينات كمصطلح يشمل قصص الخيال التي تدمج الرعب مع الوهم والخيال العلمي.

## الغريب الجديد
حاليا، هناك نوع جديد من أعمال الخيال الغريب والتي طفت مؤخرا وصنفه أن وجيف فاندرميير وسماه «أدب الغريب الجديد» وهو نوع من الأدب الذي يمزج ويعبر بين نمط الرعب ونمط التخمين.